# Arthur Hastings
Pour les articles homonymes, voir Hastings.
Le capitaine Arthur Hastings est un personnage fictif, meilleur ami et partenaire du détective Hercule Poirot dans les romans d'Agatha Christie. Il est présenté dans La Mystérieuse Affaire de Styles et réapparaît dans de nombreux autres romans policiers mettant en scène Poirot, généralement en tant que narrateur.

## Biographie fictive
Poirot rencontre Hastings dès son arrivée en Angleterre ; ils deviennent bons amis. Hastings, n'étant pas un grand détective, assiste Poirot de différentes façons. En tant qu'ancien officier de l'armée britannique, il est brave et souvent utilisé par Poirot pour des tâches physiques telle que la capture d'un criminel. Poirot aime taquiner Hastings, mais apprécie aussi sa compagnie. Les deux hommes partagent même un appartement avant qu'il ne se marie (Le Crime du golf), un parcours à rapprocher de celui de Sherlock Holmes et John Watson, qui résident ensemble jusqu'au mariage du second avec Mary Morstan.
Le personnage d'Hastings représente le gentleman traditionnel anglais.

## Apparitions
Arthur Hastings apparait dans huit romans et vingt-trois nouvelles :

### Romans
- La Mystérieuse Affaire de Styles (The Mysterious Affair at Styles, 1916)
- Le Crime du golf (The Murder on the Links, 1923)
- Les Quatre (The Big Four, 1927)
- La Maison du péril (Peril at End House, 1932)
- Le Couteau sur la nuque (Lord Edgware Dies [UK] ou Thirteen at Dinner [USA], 1933)
- A.B.C. contre Poirot (The A.B.C. Murders, 1936)
- Témoin muet (Dumb Witness, 1937)
- Hercule Poirot quitte la scène (Curtain: Poirot's Last Case, 1975)

### Nouvelles
- Les Enquêtes d'Hercule Poirot (1968), recueil de neuf nouvelles
  - L'Aventure de l'Étoile de l'Ouest (The Adventure of the Western Star)
  - La Tragédie de Marsdon Manor (The Tragedy at Marsdon Manor)
  - L'Aventure de l'appartement bon marché (The Adventure of the Cheap Flat)
  - Le Mystère de Hunter's Lodge (The Mystery of Hunter's Lodge)
  - Vol d'un million de dollars de bons (The Million Dollar Bond Robbery)
  - L'Aventure du tombeau égyptien (The Adventure of the Egyptian Tomb)
  - L'Enlèvement du Premier ministre (The Kidnapped Prime Minister)
  - Le Crime de Regent's Court (The Adventure of the Italian Nobleman)
  - L'Énigme du testament de M. Marsh (The Case of the Missing Will)

- Allô, Hercule Poirot (1971), deux des six nouvelles du recueil
  - La Disparition de M. Davenheim (The Disappearance of Mr Davenheim)
  - Le Double Indice (The Double Clue)

- Marple, Poirot, Pyne... et les autres (1986), une des huit nouvelles du recueil
  - Vol de bijoux à l'Hôtel Métropole (The Jewel Robbery at the Grand Metropolitan)

- Tant que brillera le jour (recueil de nouvelles) (1999), une des neuf nouvelles du recueil
  - Le Mystère du bahut de Bagdad (The Mystery of the Baghdad Chest)

- Le Bal de la victoire (1979), dix des quinze nouvelles du recueil
  - L'Affaire du bal de la Victoire (The Affair at the Victory Ball)
  - L'Aventure de la cuisinière de Clapham (The Adventure of the Clapham Cook)
  - Le Mystère des Cornouailles (The Cornish Mystery)
  - L'Enlèvement de Johnnie Waverly (The Adventure of Johnnie Waverly)
  - Le Roi de trèfle (The King of Clubs)
  - La Succession Lemesurier (The Lemesurier Inheritance)
  - L'Express de Plymouth (The Plymouth Express)
  - La Boîte de chocolats (The Chocolate Box)
  - Les Plans du sous-marin (The Submarine Plans)
  - La Femme voilée (The Veiled Lady)

[UK] = Royaume-Uni ; [USA] = États-Unis

## Adaptations

### Adaptations cinématographiques
Richard Cooper
Richard Cooper incarne le Capitaine Hastings en 1931 dans Black Coffee puis en 1934 dans Lord Edgware Dies aux côtés d'Austin Trevor en Hercule Poirot.
-  1931 : Black Coffee, film britannique réalisé par Leslie S. Hiscott, d'après Black Coffee ;
-  1934 : Lord Edgware Dies, film britannique réalisé par Henry Edwards, d'après Le Couteau sur la nuque.

Robert Morley
Robert Morley joue le Capitaine Hastings en 1965 dans le film ABC contre Hercule Poirot aux côtés de Tony Randall en Poirot.
-  1965 : ABC contre Hercule Poirot (The Alphabet Murders), film britannique réalisé par Frank Tashlin, d'après A.B.C. contre Poirot.

Dmitri Krylov
Dmitri Krylov interprète le Capitaine Hastings en 1989 dans le film Zagadka Endkhauza aux côtés d'Anatoliy Ravikovich en Poirot.
-  1989 : Zagadka Endkhauza, film russe réalisé par Vadim Derbenyov, d'après La Maison du péril.

### Adaptations télévisées
Jochen Sostmann
Jochen Sostmann joue le Capitaine Hastings en 1973 dans le téléfilm Black Coffee aux côtés de Horst Bollmann en Poirot.
-  1973 : Black Coffee (Black Coffee), téléfilm ouest-allemand initialement diffusé le 3 août 1973 sur la ZDF, d'après Black Coffee.

Jonathan Cecil
Jonathan Cecil interprète le Capitaine Hastings de 1985 à 1987 dans les trois téléfilms américains dans lesquels Hercule Poirot est joué par Peter Ustinov.
-  1985 : Le Couteau sur la nuque (Thirteen at Dinner), téléfilm américain initialement diffusé le 19 septembre 1985, d'après Le Couteau sur la nuque ;
-  1986 : Meurtre en trois actes (Murder in Three Acts), téléfilm américain initialement diffusé le 30 septembre 1986, d'après Drame en trois actes ;
-  1987 : Poirot joue le jeu (Dead Man's Folly), téléfilm américain initialement diffusé le 8 janvier 1987, d'après Poirot joue le jeu.

Hugh Fraser
Hugh Fraser incarne le Capitaine Hastings dans la série Hercule Poirot aux côtés de David Suchet en Poirot. Le rôle d'Arthur Hastings dans la série est bien plus important que dans les romans : il est présent quasiment dans tous les épisodes de 1989 à 2002, même s'ils sont adaptés de nouvelles ou romans où il est absent. Hugh Fraser revient en 2013 pour deux épisodes de la treizième et dernière saison de la série.
-  1989-2002, 2013 : Hercule Poirot (Agatha Christie's Poirot), série britannique diffusée sur ITV.

#### Série animée
Le Capitaine Hastings est présent dans la série animée japonaise Agatha Christie's Great Detectives Poirot and Marple de 2004. La série en trente-neuf épisodes suit les aventures de Mabel West, assistante du détective Hercule Poirot, qui vient parfois rendre visite à sa grand-tante Miss Marple. La voix originale japonaise est doublée par Hirofumi Nojima.
- 2004 : Agatha Christie's Great Detectives Poirot and Marple (アガサ·クリスティーの名探偵ポワロとマープル), série animée japonaise diffusée sur NHK.